# Richard Herbert
Richard Herbert var illegitim son till William Herbert, 1:e earl av Pembroke (1423-1469).  Hans mor är okänd.  Till honom dedicerades Bedo Brwynllys poesi. Han var far till William Herbert, 1:e earl av Pembroke (1501–1570).